# Juryj Siwakou
Jury Siwakou (biał. Юры Леанідавіч Сівакоў, ros. Юрий Леонидович Сиваков; ur. 5 sierpnia 1946 roku w Onorach) – białoruski polityk, generał porucznik.
Urodził się w rodzinie wojskowego. Ukończył Dalekowschodnią Wyższą Szkołę Dowodzenia Wojsk Pancernych (1966), Wydział Dowodzenia Wojskowej Akademii Wojsk Pancernych (1977), zaocznie Akademię Zarządzania przy Prezydencie Republiki Białorusi (1995).
W latach 70. XX wieku dowodził pułkiem pancernym wchodzącym w skład Połockiej Dywizji Pancernej, stacjonującym w garnizonie Borowucha-1 pod Połockiem. Był zastępcą szefa sztabu obrony cywilnej (1985–1992), Urzędzie Rady Ministrów (1993–1994), Urzędzie Rady Bezpieczeństwa Białorusi (1994–1995). Od 30 grudnia 1995 roku do 8 lutego 1999 był wiceministrem spraw wewnętrznych i dowódcą wojsk wewnętrznych, a następnie, do kwietnia 2000 roku, sprawował funkcję ministra spraw wewnętrznych. Od listopada 2000 roku do 12 września 2001 roku był zastępcą szefa administracji prezydenckiej. Od 23 stycznia 2003 roku do 6 lipca 2005 roku był ministrem sportu i turystyki.
Od końca 2001 roku jest przewodniczącym Białoruskiego Stowarzyszenia Kultury Fizycznej i Sportu "Dynamo".
Siwakou również został wpisany na listy sankcyjne Stanów Zjednoczonych, Unii Europejskiej, Wielkiej Brytanii, Szwajcarii i Kanady.